# Ever Since We Love

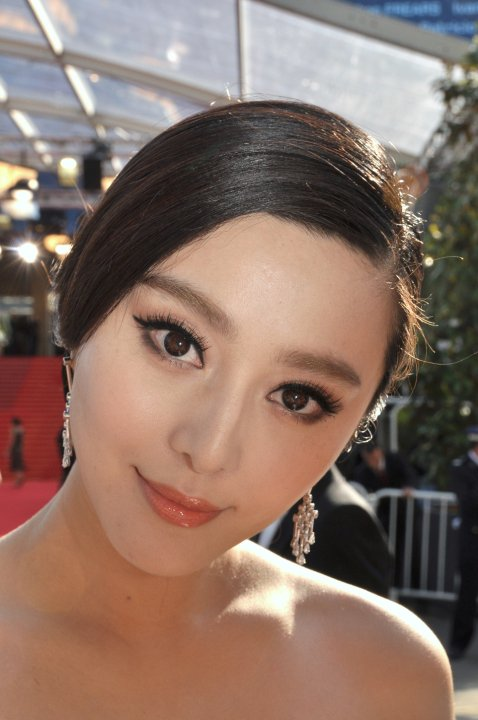
L'actriu Fan Bingbing

Ever Since We Love (xinès simplificat: 万物生长;pinyin: Wàn Wù Shēngzhǎng) és una pel·lícula xinesa del 2015 que és una adaptació de la novel·la del 2005 que fou un supervendes “Everything Grows“ de Feng Tang (pseudònim de Zhang Haipeng) (2001). Està dirigida per Li Yu (director) que també és l'autor del guió juntament amb John Wei. Interpretada per Han Geng (membre de la banda pop “Super Junior” i Fan Bingbing, una celebritat al seu país. Ja abans d'estrenar-se aquesta pel·lícula va originar un enrenou pel seu contingut.

## Argument
El film descriu la vida d'un estudiant de medicina,Qiu Shui, que madura a través de les seves experiències d'amor i amistat. Qiu té un conflicte emocionals per tenir relacions íntimes entre una amistat de la infància, Nai Lu, un company del col·legi i Liu Qing, una dona sexy i més gran.

## Repartiment
Protagonistes principals:
- Fan Bingbing interpretant Liu Qing
- Han Geng "	 Qiu Shui
- Kesheng Lei
- Xi Qi " Bai Lu
- Sha Yi " el professor Tingting Shen
- Wu Mochou " Wei Yan